# Детман, Людвиг
Лю́двиг Де́тман (Деттманн, нем. Ludwig Julius Christian Dettmann; 25 июля 1865 года, приход Аделби, Фленсбург — 19 ноября 1944 года, Берлин) — немецкий художник, директор Кёнигсбергской академии художеств в 1900—1915 годах, один из ведущих представителей искусства сецессии в Германии.

## Биография
В 1870 году отец будущего художника стал таможенником в Гамбурге, куда переехал с семьёй. Людвиг посещал в Гамбурге художественную школу, а в 1884 году поступил в Берлинскую академию художеств, с 1889 года учился в Париже, Голландии, Лондоне. Работал в качестве иллюстратора. В 1895 году стал профессором Берлинской академии художеств. Под влиянием Макса Либермана, с которым познакомился в 1890 году, обратился к пейзажной живописи, предпочитая передавать настроения маслом и акварелью, став одним из первых импрессионистов в Германии. В 1898 году вошёл в состав правления объединения современных свободных художников Германии, был соучредителем Берлинского сецессиона. Для ратуши в Альтоне изготовил фреску на темы истории города.
В 1900 году Детман стал директором Кёнигсбергской академии художеств. При нём в 1902 году был создан женский класс Академии. С его именем связан расцвет колонии художников-пейзажистов в Ниде на Куршской косе. В 1906 году оформил интерьеры Высших технических школ в Данциге и Кёнигсберге. В 1928 году иллюстрировал книгу «С Цеппелином в Америку: чудо неба и океана» (нем. Mit dem Zeppelin nach Amerika, das Wunder von Himmel und Ozean).
Во время правления Гитлера в оппозиции режиму не стоял.
Похоронен на Далемском лесном кладбище; могила не сохранилась.

## Некоторые известные работы
- «Сев» (Дрезденская галерея)
- «Весна в Грюневальде» (Национальная галерея в Берлине)
- «Блудный сын»
- «Святая ночь»
- Landarbeiterbe gräbnis (Государственный музей Шверина, 1892)
- «Принцесса и свинопас» (по сказке Ханса Кристиана Андерсена), Киль, 1896)
- «Завтра праздник» (Киль, 1900)
- «Фризская песня» («Две поющие женщины на лугу», 1903)
- «Закат» (1905)
- «Прачки на озере Гарда» (1905)

Работы Детмана хранятся в частных коллекциях, а также в музеях Гамбурга, Берлина, Дрездена, Лейпцига, Шверина, Киля, Шлезвига, Фленсбурга.